# Час у Казахстані
На всій території Республіки Казахстан з 1 березня 2024 року діє час п'ятого поясу - UTC+5. До цього східна частина країни включно зі столицею Астаною та найбільшим містом Алмати використовувала UTC+6, а п'ять областей на заході країни - UTC+5. Літній час не застосовується (з 2005 року).

## Розташування території Казахстану відносно міжнародної системи часових поясів
Територія Казахстану розташована між меридіанами 45°27' та 87°18' східної довготи, що відповідає чотирьом географічним часовим поясам: UTC+3, UTC+4, UTC+5, UTC+6. Протяжність території із заходу на схід складає 41°51' або 2 години 47 хвилин.

## Часові пояси Казахстану за областями
| Область               | Географічний часовий пояс | Стандартний час |
| --------------------- | ------------------------- | --------------- |
| Західноказахстанська  | 3 і 4                     | UTC+5           |
| Атирауська            | 3 і 4                     | UTC+5           |
| Мангистауська         | 3 і 4                     | UTC+5           |
| Актюбінська           | 4                         | UTC+5           |
| Кизилординська        | 4 і 5                     | UTC+5           |
| Костанайська          | 4 і 5                     | UTC+5           |
| Улитауська            | 4 і 5                     | UTC+5           |
| Північноказахстанська | 4 і 5                     | UTC+5           |
| Акмолинська           | 4 і 5                     | UTC+5           |
| Туркестанська         | 4 і 5                     | UTC+5           |
| Карагандинська        | 5                         | UTC+5           |
| Жамбильська           | 5                         | UTC+5           |
| Павлодарська          | 5                         | UTC+5           |
| Жетисуська            | 5                         | UTC+5           |
| Алматинська           | 5                         | UTC+5           |
| Абайська              | 5 і 6                     | UTC+5           |
| Східноказахстанська   | 5 і 6                     | UTC+5           |

## Історія
Відповідно до декрету РНК РСФРР від 8 лютого 1919 року територія сучасного Казахстану, як і решти країни, була поділена на чотири часових пояси, названі відповідно до географічної нумерації, а саме: третій, четвертий, п'ятий і шостий. 
Межами між часовими поясами на території Казахстану були визначені річки або меридіани. Так, між третім і четвертим межа проходила по східному берегу р. Урал; між четвертим і п'ятим - по західному і південному берегах р. Ішим і далі на південь по меридіану 67,5°; між п'ятим і шостим - по меридіану 82,5°.
Фактична дата запровадження поясного часу залежала від місцевості. Наприклад, Челябінська губернія (до складу якої входив Кустанайський повіт, що більшою мірою відповідає сучасній Костанайській області) запровадила час 4-го поясу 1 січня 1920 року. На всій території Киргизької АСРР (так тоді називалися казахські землі у складі РСФРР) поясний час запроваджений у ніч на 2 травня 1924 року.
У 1930-1931 роках було введено декретний час («поясний час плюс одна година»), і в зазначених часових поясах час було встановлено, відповідно, UTC+4, UTC+5, UTC+6 і UTC+7. Самі часові пояси при цьому назви не змінили, а на тогочасних картах часових поясів дана зміна відображалася у формі примітки.
Рішенням Міжвідомчої комісії єдиної служби часу при Комітеті стандартів, мір і вимірювальних приладів при Раді Міністрів СРСР від 28 травня 1956 року були проведені нові межі часових поясів, що проходили здебільшого по кордонах адміністративних одиниць. Відповідно до документу, на території Казахстану залишилося два часових пояси, 4-й і 5-й (МСК+2 і МСК+3), з декретним часом, відповідно, UTC+5 і UTC+6, оскільки території західніше р. Урал, що раніше входили до третього поясу, переведені в четвертий, а території на схід від меридіана 82,5° перейшли у п'ятий пояс. Таким чином у західній частині Уральської та Гур'ївської областей до декретного часу була додана ще одна година, а більша частина Східноказахстанської та східний край Семипалатинської області фактично позбулися декретного часу. Межами ж четвертого і п'ятого поясів стали східні кордони Кустанайської, Актюбінської та Кзил-Ординської областей.
Відповідно до нових меж часових поясів, встановленими постановою уряду СРСР від 24 жовтня 1980 року, на території Казахстану змін не відбулося. Області входили:
- у 4-й часовий пояс (UTC+5) — Уральська, Гур'ївська, Мангишлакська, Актюбінська, Кустанайська і Кзил-Ординська;
- у 5-й часовий пояс (UTC+6) — Цілиноградська, Північно-Казахстанська, Кокчетавська, Тургайська, Карагандинська, Павлодарська, Джезказганська, Чимкентська, Джамбульська, Алма-Атинська, Талди-Курганська, Семипалатинська і Східноказахстанська.

У 1981 році було введено щорічний перехід на літній час (додаткове переведення годинникової стрілки у літній період). Під час дії літнього часу в західній частині Казахстану стало діяти час UTC+6, а в східній — UTC+7. Літній час запроваджувався: у 1981-1984 роках 1 квітня о 0:00, у 1985-1990 - останньої неділі березня о 2:00, і діяв до: у 1981-1983 роках 30 вересня, 24:00, у 1984-1990 - останньої неділі вересня, 03:00.
У 1989 році Уральська область, згідно з постановою від 14 березня 1989 року, офіційно залишаючись у 4-му часовому поясі, перейшла з 26 березня 1989 року на час 3-го годинного поясу (МСК+1, в зимовий період — UTC+4), не переводячи годинники на 1 годину вперед. Таким чином в Казахстані став діяти час трьох часових поясів — UTC+4, UTC+5, UTC+6 (у зимовий період).
У березні 1991 року декретний час в Казахстані, як і майже на всій території СРСР, було скасовано (див. Декретний час#Скасування декретної часу в 1988-1991 роках), при цьому сезонне переведення годинників зберігалося. Тому 31 березня 1991 року годинники не переводилися на всій території Казахстану, крім Уральської області, де вони були переведені на 1 годину вперед (на літній час). Після осіннього переведення годинників 29 вересня 1991 року у Казахстані став діяти час двох часових поясів — UTC+4 і UTC+5. При цьому, як видно з подальших подій, в Кзил-Ординській області напередодні 1992 року застосовувався час сусіднього східного часового поясу (UTC+5), що випереджає на 1 годину час в Актюбінській області. Таким чином, декретний час в 1991 році не скасовувався в Уральській і Кзил-Ординській областях.
У 1992 році декретний час було відновлено. Згідно з постановою уряду Республіки Казахстан від 13 січня 1992 року години на всій території республіки 19 січня 1992 року були переведені на 1 годину вперед, а з останньої неділі березня був продовжений перехід на літній час. Цією ж постановою була змінено межа між 4-м і 5-м часовими поясами — вона стала проходити між Актюбінською і Кзил-Ординською областями. Постановою від 27 березня 1992 року скасовувалося «одногодинне випередження поясного часу, чинне постійно протягом року (...) для Уральської і Кзил-Ординской областей» із збереженням розташування цих областей, відповідно, в 4-м і 5-м часових поясах. У цих областях не було переводу годин 29 березня 1992 року на 1 годину вперед, після чого в Казахстані знову стало діяти час трьох часових поясів — UTC+4, UTC+5 і UTC+6 (у зимовий період).
У 1994 році на час UTC+4, чинний у Західноказахстанській (колишній Уральській) області, перейшла Мангістауська (колишня Мангишлакська) область — у вересні 1994 року, при поверненні на «зимовий» час, Мангістауська область перевела годинник на 2 години назад.
З 1996 року скасування літнього часу в Казахстані, як і в багатьох інших країнах, стала відбуватися на місяць пізніше — в останню неділю жовтня.
У 1999 році на час UTC+4 перейшла Атирауська область — в березні вона не перевела годинник на літній час, а в жовтні 1999 року перевела їх разом з іншими областями на 1 годину назад.

## Відміна переходу на літній час
Постанова уряду від 23 листопада 2000 року № 1749 було розроблено «з метою впорядкування обчислення часу на території Республіки Казахстан і у зв'язку із зміною адміністративно-територіального устрою». У наступні роки постанова доповнилася змінами.
Постанова в редакції від 23.11.2000 передбачала збереження використання літнього часу, і встановлювала поділ на два часових пояси: 
- 4-й — з чинним UTC+4 (Уральськ, Атирау, Актау) і UTC+5 (Актобе, Костанай, Кизилорда);
- 5-й — з чинним UTC+6 (решта регіонів).

Із прийняттям зазначеної постанови втрачали чинність ряд попередніх постанов, зокрема, Кизилординська область знову, як і до 1992 року, відносилася до 4-го часового поясу.
Постанова в редакції від 20.07.2004 теж поки зберігала перехід на літній час. Однак замість трьох часових зон повинні були утворитися дві, з різницею 2 години. Актобе повинен був перейти на час UTC+4, не переводячи годинники на літній час навесні 2005 року. Костанай і Кизилорда повинні були перейти в 5-й годинний пояс, на час UTC+6, скасувавши повернення на «зимовий» час восени 2004 року.
Реформа породила певне нерозуміння у населення, куди і в яких регіонах переводити годинник восени 2004 і навесні 2005 року, оскільки конкретні дати процедур в постанові від 20.07.2004 не вказувалися. За півмісяця до осіннього переведення годинників з'явилася ще одна редакція урядової постанови.
Постанова в редакції від 15.10.2004 також зберігала перехід на літній час, але усувала різницю 2 години між часовими зонами. Чотири західні області Казахстану повинні були мати різницю 1 годину з часом у столиці країни Астані. Тому для Актобе переклад час UTC+4 скасовувався, а разом з Костанаєм і Кизилордою повинні були скасувати повернення на «зимовий» час Уральськ, Атирау і Актау.
Таким чином, 31 жовтня 2004 року Костанай, Кизилорда, Уральськ, Атирау і Актау годинник не переводили — Костанай і Кизилорда перейшли на час UTC+6, а Уральськ, Атирау і Актау — на UTC+5.
Постанова в редакції від 15.03.2005 скасував щорічний перехід на літній час. Офіційним документом для цієї редакції була Постанова Уряду РК № 231 від 15 березня 2005 року.
В адміністративних центрах всіх областей, крім Костанайської і Кизилординської, цілий рік став діяти час, що в якісь періоди історії вже діяв там в зимовий період:
- Оскемен повернувся на поясний час, який діяв до 1930 року і з 1957 до 2005 року.
- Актобе, Петропавловськ, Кокшетау, Шимкент, Тараз, Караганда, Павлодар і Талдикорган повернулися на «поясний час плюс одна година», що діяв з 1931 до 2005 року.
- Актау повернувся на «поясний час плюс одна година», що діяв з 1931 року до 1994 року.
- Атирау повернувся на «поясний час плюс дві години», яке діяв з 1957 до 1999 року.
- Уральськ повернувся на «поясний час плюс дві години», яке діяв з 1957 до 1989 року.
- Костанай і Кизилорда залишилися на літньому часі, яке для них було як «поясний час плюс дві години».

Після реформи 2004-2005 років чинний час в Костанайській і Кизилординській області, в західних районах Західно-Казахстанської і Атирауської областей, а також в деяких інших областях, став випереджати час свого географічного часового поясу на 2 години.
| Регіон                        | поясний час | до реформи          | після реформи |
| ----------------------------- | ----------- | ------------------- | ------------- |
| Акмолинська область           | UTC+5       | UTC+6, влітку UTC+7 | UTC+6         |
| Актюбінська область           | UTC+4       | UTC+5, влітку UTC+6 | UTC+5         |
| Алматинська область           | UTC+5       | UTC+6, влітку UTC+7 | UTC+6         |
| Атирауська область            | UTC+3       | UTC+4, влітку UTC+5 | UTC+5         |
| Східноказахстанська область   | UTC+6       | UTC+6, влітку UTC+7 | UTC+6         |
| Жамбильська область           | UTC+5       | UTC+6, влітку UTC+7 | UTC+6         |
| Західноказахстанська область  | UTC+3       | UTC+4, влітку UTC+5 | UTC+5         |
| Карагандинська область        | UTC+5       | UTC+6, влітку UTC+7 | UTC+6         |
| Костанайська область          | UTC+4       | UTC+5, влітку UTC+6 | UTC+6         |
| Кизилординська область        | UTC+4       | UTC+5, влітку UTC+6 | UTC+6         |
| Мангістауська область         | UTC+4       | UTC+4, влітку UTC+5 | UTC+5         |
| Павлодарська область          | UTC+5       | UTC+6, влітку UTC+7 | UTC+6         |
| Північноказахстанська область | UTC+5       | UTC+6, влітку UTC+7 | UTC+6         |
| Туркестанська область         | UTC+5       | UTC+6, влітку UTC+7 | UTC+6         |

Після реформи 2004-2005 років єдиною зміною часу у Казахстані до встановлення єдиного часу 1 березня 2024 року став перехід Кизилординської області на годину назад (до UTC+5) в ніч на 21 грудня 2018 року.

## Зміна місцевого часу в містах Казахстану
Перераховані адміністративні центри областей і найбільші міста (станом на 2016 рік) із зазначенням зміщення місцевого часу від UTC у період з 1924 року по теперішній час. Зсув від UTC вказано без урахування переходу на літній час (* — очікуване зміщення після дати осіннього переведення годинників). Міста перераховані переважно у порядку зростання довготи — з заходу на схід. В дужках — або точна дата, або рік (точна дата після переліку), або приблизний період (1946-1962), коли відбулася зміна місцевого часу.
Уральськ: 3 (1924), 4 (1931), 5 (1946-1962), 4* (26 березня 1989), 5 (1992), 4* (29 березня 1992), 5 (2004).
Атирау: 3 (1924), 4 (1931), 5 (1946-1962), 4* (1991), 5 (1992), 4* (28 березня 1999), 5 (2004).
Актау: 4 (1924), 5 (1931), 4* (1991), 5 (1992), 4 (25 вересня 1994), 5 (2004).
Актобе: 4 (1924), 5 (1931), 4* (1991), 5 (1992).
Костанай: 4 (1924), 5 (1931), 4* (1991), 5 (1992), 6 (2004), 5 (2024).
Кизилорда: 4 (1924), 5 (1931), 4* (1991), 5 (29 вересня 1991, імовірно), 6 (1992), 5* (29 березня 1992), 6 (2004), 5 (21 грудня 2018)
Петропавловськ, Кокшетау, Шимкент, Тараз, Нур-Султан, Караганда, Алмати, Павлодар, Талдикорган: 5 (1924), 6 (1931), 5* (1991), 6 (1992), 5 (2024).
Усть-Каменогорськ: 6 (1924), 7 (1931), 6 (1946-1962), 5* (1991), 6 (1992), 5 (2024).
Точні дати змін: 2 травня 1924, 9 лютого 1931, 31 березня 1991, 19 січня 1992, 31 жовтня 2004, 1 березня 2024.

## Полудень в містах Казахстану
Розбіжність чинного часу з місцевим середнім сонячним часом визначається відхиленням середнього півдня за чинним часом від 12:00. Для порівняння наведені значення середнього півдня в адміністративних центрах областей і в найбільших містах відповідно з їх географічними координатами:
13:35 Актау (UTC+5)
13:35 Уральськ (UTC+5)
13:33 Атирау (UTC+5)
13:11 Актобе (UTC+5)
12:46 Костанай (UTC+5)
12:38 Кизилорда (UTC+5)
12:27 Атбасар (UTC+5)
12:23 Петропавловськ (UTC+5)
12:22 Кокшетау (UTC+5)
12:22 Шимкент (UTC+5)
12:15 Тараз (UTC+5)
12:14 Астана (UTC+5)
12:08 Караганда (UTC+5)
11:52 Алмати (UTC+5)
11:52 Павлодар (UTC+5)
11:48 Талдикорган (UTC+5)
11:41 Семей (UTC+5)
11:30 Оскемен (UTC+5)

## Невдоволення реформою 2004-2005 років
Невдоволення зміною порядку обчислення часу проявлялася вже в ході реформи. Однак через роки населення як і раніше невдоволено деякими рішеннями, прийнятими в 2004 році. Наприклад, є пропозиції змінити чинний час, перевести стрілки на 1 годину назад в Костанайської і Кизилординської області. У 2017 році на ім'я прем'єр-міністра Республіки Казахстан направлений черговий депутатський запит про переведення годинників в зазначених областях на 1 годину назад.

## Зноски
1. ↑  Постанова Уряду Республіки Казахстан
2. ↑  Декрет СНК РСФСР от 8 февраля 1919 года «О введении счёта времени по международной системе часовых поясов». Архів оригіналу за 28 листопада 2018. Процитовано 12 квітня 2017. [Архівовано 2018-11-28 у Wayback Machine.]
3. ↑  Наша газета. Архів оригіналу за 21 червня 2017. Процитовано 12 квітня 2017.
4. ↑  Решение Междуведомственной комиссии единой службы времени при Комитете стандартов, мер и измерительных приборов при Совете Министров СССР от 28 мая 1956 года «Об установлении новых границ часовых поясов на территории СССР». Архів оригіналу за 19 травня 2017. Процитовано 12 квітня 2017.
5. ↑  Постановление Совета Министров СССР «О порядке исчисления времени на территории СССР» от 24.10.1980 № 925. Архів оригіналу за 13 жовтня 2014. Процитовано 12 квітня 2017. [Архівовано 2014-10-13 у Wayback Machine.]
6. ↑  Постановление Совета Министров СССР от 14.03.1989 № 227. Блог о часовых поясах России и Мира. Об изменении времени на территории СССР в 1989 г. Архів оригіналу за 14 травня 2017. Процитовано 12 квітня 2017.
7. ↑  Атлас СССР, М., ГУГК, 1990
8. ↑  Порядок перехода республик, краёв и областей на летнее время 31 марта 1991 г. Заметка в газете «Советская Россия» от 29.03.1991
9. ↑  Постановление Кабинета Министров Республики Казахстан от 13 января 1992 года № 28 «О порядке исчисления времени на территории Республики Казахстан». Архів оригіналу за 19 жовтня 2016. Процитовано 12 квітня 2017.
10. ↑  Постановление Кабинета Министров Республики Казахстан от 27 марта 1992 года № 284 «Об изменении исчисления времени на территориях Уральской и Кзыл-Ординской областей». Архів оригіналу за 19 жовтня 2016. Процитовано 12 квітня 2017.
11. ↑  Распоряжение Премьер-Министра Республики Казахстан от 23 сентября 1994 года № 384-р «Об исчислении времени на территории Мангистауской области». Архів оригіналу за 19 жовтня 2016. Процитовано 12 квітня 2017.
12. ↑  Постановление Правительства Республики Казахстан от 26 марта 1999 года № 305 «Об изменении исчисления времени на территории Атырауской области». Архів оригіналу за 19 жовтня 2016. Процитовано 12 квітня 2017.
13. ↑  Постановление Правительства Республики Казахстан «О порядке исчисления времени на территории Республики Казахстан» от 23 ноября 2000 года N 1749 : [арх. 02.02.2018] // Информационно-правовая система нормативных правовых актов Республики Казахстан. — Дата звернення: 31.08.2018. (рос.)
14. ↑  Постановление Правительства Республики Казахстан «О порядке исчисления времени на территории Республики Казахстан : [арх. 03.02.2018] // Информационно-правовая система нормативных правовых актов Республики Казахстан» от 23 ноября 2000 года N 1749. — Дата звернення: 31.08.2018. (рос.)
15. ↑  Новости NEWSru.com.
16. ↑  КАЗАХ.РУ. Согласно постановлению Правительства РК на территории Казахстана установлены 2 часовых пояса вместо действовавших прежде трех [Архівовано 9 серпня 2017 у Wayback Machine.]
17. ↑  КОСТАНАЙ.net: Шаг к столице, час назад. Архів оригіналу за 8 серпня 2017. Процитовано 12 квітня 2017.
18. ↑  Постановлением правительства в Казахстане в двух часовых поясах разница во времени составит один час вместо двух, как предполагалось ранее. www.caravan.kz. Архів оригіналу за 9 серпня 2017. Процитовано 3 листопада 2016.
19. ↑  Форум сайта «Организация времени» [Архівовано 4 березня 2016 у Wayback Machine.]. Запись от 28 марта 2005 года, 09:08.
20. ↑  Приятный полумрак. Казахстан отказался переходить на летнее время. Архів оригіналу за 4 листопада 2016. Процитовано 2 листопада 2016. [Архівовано 2016-11-04 у Wayback Machine.]
21. ↑  Атлас СССР, М., ГУГК, 1962
22. ↑  Атлас офицера, Москва, 1947.
23. ↑  Постановление СНК СССР от 15.03.1924. www.libussr.ru. Архів оригіналу за 8 листопада 2014. Процитовано 20 жовтня 2016.
24. ↑  (СЗ СССР 1930 г. № 33, ст. 362) О переводе часовой стрелки вперед на один час. | Проект «Исторические Материалы». istmat.info. Архів оригіналу за 11 серпня 2016. Процитовано 20 жовтня 2016. [Архівовано 2016-08-11 у Wayback Machine.]
25. ↑  Постановление СНК СССР от 9 февраля 1931 года № 107 «О счёте времени по международной системе часовых поясов». Архів оригіналу за 15 липня 2015. Процитовано 12 квітня 2017.
26. ↑  Постановление Кабинета Министров СССР от 04.02.1991 n 20 "Вопросы исчисления времени на территории СССР"   - Сейчас.ру. www.lawmix.ru. Архів оригіналу за 21 жовтня 2016. Процитовано 20 жовтня 2016.
27. ↑  Мировое время. Архів оригіналу за 3 серпня 2016. Процитовано 12 квітня 2017.
28. ↑  НАША ГАЗЕТА.
29. ↑  Костанайские Новости.
30. ↑  DixiNews.
31. ↑  Zakon.kz.
32. ↑  Депутат просит изменить время в двух областях Казахстана - новости Казахстана | Tengrinews. Tengrinews.kz. Архів оригіналу за 3 березня 2017. Процитовано 2 березня 2017.
33. ↑  Депутат Қызылорда облысының уақытын бір сағатқа кейінге шегеруді сұрады. baq.kz. Архів оригіналу за 6 березня 2017. Процитовано 6 березня 2017.